# Коркоран, Имельда
Име́льда Ко́ркоран (англ. Imelda Corcoran) — австралийская актриса

 и модельер

.

## Ранние годы
Имельда Коркоран родилась в Австралии. Она окончила Западную Австралийскую академию исполнительских искусств в Перте, штат Западная Австралия.

## Карьера
Коркоран играла в различных австралийский театрах, в том числе в Перте, Фримантле и Сиднее. Она исполнила роли в пьесах «Отсутствующие друзья» (1993) в театре Мэрион Стрит в сиднейском пригороде Киллар, «Воспитание Риты» (1994) в театре «Ensemble» в Сиднее, «Смелые девушки» (1996) в театре на улице Белвуар в Сиднее, «Кориолан» (1996) для «Bell Shakespeare» в театре «Playhouse» в Сиднейском оперном театре и «Игра в гольф» (2000).
В 1993 году Коркоран дебютировала на телевидении в сериале «Комедийная распродажа». Позже она появилась в таких фильмах и телесериалах как «НазадБернер» (1999—2002), «Привидение за работой» (2001), «Идеальный конец» (2012), «Агенты „Щ.И.Т.“» (2014), «Сокол и Зимний солдат» (2021) и «Мандалорец» (2023). Также является модельером.

## Личная жизнь
До 2023 года Коркоран состояла в браке с кино- и телепродюсером Викторией Алонсо. У них есть приёмная дочь — Оливия (род. 2010).

## Фильмография
| Год       |     | Русское название                     | Оригинальное название             | Роль                    |
| --------- | --- | ------------------------------------ | --------------------------------- | ----------------------- |
| 1993      | с   | Комедийная распродажа                | The Comedy Sale                   | разные персонажи        |
| 1994      | тф  | Коди: Наводка                        | Cody: The Tipoff                  | Дайан                   |
| 1996      | с   | Домашняя банда                       | House Gang                        | Кристина                |
| 1998      | с   | Короли форта Грасс                   | Kings in Grass Castles            | бедная Мэри             |
| 1999      | с   | Вызов убийцы                         | Murder Call                       | Сесили Уотерман         |
| 1999      | с   | Водяные крысы                        | Water Rats                        | Джанин Бакстер          |
| 1999      | ф   | Пальцы веером                        | Two Hands                         | полицейская             |
| 1999—2000 | с   | Банкет Бонди                         | Bondi Banquet                     | Барбара Костелло        |
| 1999—2002 | с   | НазадБернер                          | BackBerner                        | Мария                   |
| 2000      | ф   | Лучше, чем секс                      | Better Than Sex                   | Кэрол                   |
| 2000      | кор | Дыши                                 | Breathe                           | Кейт                    |
| 2001      | тф  | Привидение за работой                | When Good Ghouls Go Bad           | медсестра Тейлор Морган |
| 2002      | с   | Молодые львы                         | Young Lions                       | Джудит Розуэлл          |
| 2003      | тф  | Парни из Балмейна                    | Balmain Boys                      | доктор Колетти          |
| 2006      | ф   | Парк                                 | Park                              | барменша                |
| 2006      | с   | Внезапная удача                      | Windfall                          | Крис                    |
| 2007      | кор | Невероятная Дайк                     | The Incredible Dyke               | Энн                     |
| 2007      | ф   | «Тело Джонны», пожалуйста, подождите | Jonna’s Body, Please Hold         | Венис                   |
| 2009      | с   | Остаться в живых                     | Lost                              | Эбигейл Спенсер         |
| 2012      | ф   | Идеальный конец                      | A Perfect Ending                  | Келли                   |
| 2014      | с   | Агенты «Щ.И.Т.»                      | Agents of S.H.I.E.L.D.            | доктор Гудман           |
| 2021      | с   | Сокол и Зимний солдат                | The Falcon and the Winter Soldier | Селби                   |
| 2021      | ф   | Торговец оружием Билли Кейн          | The Gunrunner Billy Kane          | доктор Джеки Деверо     |
| 2022      | с   | C.S.I.: Вегас                        | CSI: Vegas                        | Филлис Дюпон            |
| 2023      | с   | Мандалорец                           | The Mandalorian                   | военачальница           |